# Ano Internacional para a Erradicação da Pobreza
O Ano Internacional para a Erradicação da Pobreza foi proclamado pela Assembleia Geral da ONU como sendo o de 1996, e destinava-se a empreender o esforço concentrado dos países em programas comuns de debate e busca de soluções planetárias sobre este problema específico. A proclamação ocorreu na 86ª reunião plenária, de 21 de dezembro de 1993.

## Histórico
A Resolução 47/196, de 22 de dezembro de 1992 instituíra o Dia Internacional para a Erradicação da Pobreza dentre as datas oficiais da ONU. Diversas outras resoluções deste organismo versavam sobre a cooperação internacional na erradicação da pobreza (a exemplo das resoluções 43/195 de 20 de dezembro de 1988, 44/212 de 22 de dezembro de 1989, 45/213 de 21 de dezembro de 1990 e as 46/141 e 47/197 dos anos seguintes)

## Objetivos
Reconhecia a pobreza como um problema complexo e multidimensional, com origens tanto em a órbita interna como internacional, e sua erradicação em todos os países, especialmente naqueles em desenvolvimento, era uma das prioridades da década de 1990 para a promoção do desenvolvimento sustentável.
Notava que os esforços feitos em níveis nacionais e internacionais precisavam ser ampliados para assegurar a erradicação da pobreza, em particular nas nações menos desenvolvidas como os países africanos e aqueles outros onde a pobreza faz-se concentrada.